# Escut d'Almatret

Escut oficial d'Almatret

L'escut oficial d'Almatret té el següent blasonament:
Escut caironat: d'atzur, una mà contrapalmellada d'argent vestida de sable. Per timbre una corona mural de poble.

## Història
Va ser aprovat el 26 de maig de 1988 i publicat en el DOGC el 20 de juny del mateix any amb el número 1007.
La mà vestida és un senyal parlant referent a la part central del nom del poble. Segons la tradició, el senyor d'Aitona dona la mà dreta per escut, com a símbol de fidelitat.